# 難波研
難波 研（なんば けん,1983年9月19日 - ）は日本の現代音楽作曲家、ピアニスト。静岡県浜松市出身。

## 経歴
2004年と2007年にウィーンに短期留学しルネ・スタール（ウィーン音楽大学講師、ウィーンフィルヴァイオリン奏者）のマスタークラスを受講、ディプロマを取得。荻久保和明、長生淳、糀場富美子、カルロ・フォルリヴェジらに師事する。作曲家としての活動以外に、以前はヴィジュアル系バンドのギタリストとして活動していた他、テレビドラマにピアニスト役として出演する（フジテレビ「誰も守れない」本人役）、映像作家の寺嶋真里、暗黒朗読俳優の常川博行、イラストレーターの今井キラ、ファッションブランドのBABY,THE STARS SHINE BRIGHTらとコラボレーションを行う等している。アーバンギャルドのヴォーカル浜崎容子の伴奏ピアニストとしてライヴ活動も行っていた。クラビアNord Electro 4HPやヤマハ社製のシンセサイザーを使用している。

## 受賞歴
- 第3回静岡の名手たち (1998/静岡)
- 第1回イタリア文化会館東京作曲コンクール 第1位 (2008/東京)
- 武満徹作曲賞 第2位 (2010/東京、審査員：トリスタン・ミュライユ)
- Forme uniche della continuità nello spazio 国際作曲賞 (2010/オーストラリア、メルボルン )
- "Japan 2011"  (2011/イタリア、ウディーネ)

＊その他
- 音楽を担当した短編映画「鍵穴」が下北映画祭0.7で聴衆賞を、ひめじ国際短編映画祭で準グランプリを受賞。

## 主要作品
括弧内は演奏団体、演奏地

### 劇場作品
- Labyrinthine cage Music theater in one act (パラボリカ・ビス / 原作=ダンタリアンの書架)
- Into the Dusk - Fragments (橋爪皓佐、甘束、中村華子、本原章一 / 梅若能楽学院会館能楽堂)
- 夢の檻、鳥籠の空 Music theater in one act (森千早都 / パラボリカ・ビス / 脚本＝天城凛太郎)
- Into the Dusk - Fall into the Darkness Music theater in one act (パラボリカ・ビス)
- 朗読劇 おてがみ。(東城いずみ / 長屋茶房天真庵 / 脚本＝天城凛太郎)
- 朗読劇 夢従夜 (杉山由恵、宮下弘充 / 長屋茶房天真庵 / 脚本＝天城凛太郎)
- 朗読劇 夢の刻、文月の杜。(紫咲ほたる / 長屋茶房天真庵 / 脚本＝天城凛太郎)

### オーケストラ作品
- Infinito nero e lontano la luce（大井剛史/東京フィルハーモニー交響楽団、オペラシティ タケミツメモリアル）

### 合唱作品
- Agnus dei （東邦高等学校委嘱）

### アンサンブル、室内楽作品
- The way of light 2(川口リリア音楽ホール)
- Flussi d'eco(北九州市立響ホール)
- L'ombra vagata(イタリア文化会館東京アニエッリホール)
- Far - Affect (世田谷区民会館小ホール / 原作＝鏡の国のアリス)
- B. A. D. Ⅱ Instrumental theater in one act for bass clarinet and violin (須永真純、立花純平、長屋茶房天真庵 / 原作=”B.A.D.”Beyond Another Darkness)
- A flower is not a flower Instrumental theater in five scene for bass clarinet, cello and piano (加藤文枝他、東京文化会館小ホール / 原作=煉獄姫)
- Abyss Ⅰ Instrumental theater in five scene for bass recorder and ensemble (鈴木俊哉、荒井純一郎、須永真純、立花純平、桜台pool)
- Silent moon Instrumental theater in four scene for voice and tuba (松平敬、橋本晋哉、門中天井ホール / 原作=煉獄姫)
- Twilight - Secret Instrumental theater in one act Double concerto for mandolin, guitar and ensemble (望月豪、橋爪皓佐、中村華子、長塚遼、甘束、荒井純一郎、福島広之、迫田圭、梅若能楽学院会館能楽堂 / 原作=伴名練｢少女禁区｣)

### ソロ作品
- The way of light 1(オルガニスト大木麻理とのコラボレーション)
- Still - Stir Instrumental theater in one act for cello alone (加藤文枝、ムジカーザ / 原作 : 内田百閒「冥途」)
- Voice - Phase Instrumental theater in four scene for bass flute alone (Jean Penny、イワキオーディトリウム、エルダーホール / メルボルン、アデレード・オーストラリア)
- Melt - Solo Instrumental theater in four scene for bass clarinet alone (須永真純、パラボリカ・ビス)
- Soft Instrumental theater in two scene for violin alone (河野由里恵、パラボリカ・ビス)
- B. A. D. Ⅰ Instrumental theater in one act for clarinet alone (須永真純、長屋茶房天真庵 / 原作=”B.A.D.”Beyond Another Darkness)
- Fragment Ⅰ Instrumental theater in eight scene for violin alone (河野由里恵、前衛派珈琲処マッチングモール)
- Fragment Ⅱ Instrumental theater in four scene for guitar alone (橋爪皓佐、ブリュッセル音楽院 / ベルギー)
- Twilight - Spell Instrumental theater in four scene for mandolin alone (望月豪、スタジオヴィルトゥオージ / 原作:伴名練「少女禁区」)
- Twilight - Symbol Instrumental theater in five scene for guitar alone (橋爪皓佐、梅若能楽学院会館能楽堂 / 原作:伴名練「少女禁区」)
- Lumi for piccolo alone (木埜下大祐、金沢市アートホール)

### 電子音楽作品
- Past- it Ⅱ (2011, Teatro San Giorgio / ウーディネ・イタリア)

＊以下は全て谷地村啓(アーバンギャルド)とのユニット、T-Front名義。
- Contra-diction (｢シュヴァンクマイエルへの逆襲｣展にBGMとして提供)
- Past- it
- Soft
- Sonorous（初音ミク作品、ニコニコ動画）
- 11/A-24（初音ミク作品、ニコニコ動画）

### 映画音楽
- 鍵穴（2009年）

### 舞台音楽・展示会場音楽
- 国立代々木競技場第一体育館座長公演 "水樹奈々大いに唄う 四"
- 『新説・桃太郎英雄譚』(2016 / 国立代々木競技場第一体育館 / 一部BGM作曲 ・演奏)

- ヤマハ・ヤマハ発動機 Two Yamahas, One Passion ～デザイン展2016～ (2016 / 六本木ヒルズ / 音楽制作)ミュージック・スポット内ヤマハブース展示
- "SOUND LAB.～音の楽しさを体験しよう～" (2016 / 新東名高速道路浜松サービスエリアNEOPASA浜松)「きみいろ。」(作編曲・演奏)

- マンタム個展「夜歩く 犬」 (2012 / パラボリカ・ビス)
- シュヴァンクマイエル氏への逆襲展 (2011 / チェコ大使館チェコセンター)
- シュヴァンクマイエル氏への逆襲展II (2011 / パラボリカ・ビス)
- 今井キラ個展「月行少女」(2011 / パラボリカ・ビス)
- 小野塚誠写真展「平成舞姫」(2011 / パラボリカ・ビス)
- 大山結子～勲章～ (2005 / 銀座 space Kobo&Tomo)

### インスタレーション作品
- 浜松駅前プロジェクションマッピング事業「Double Box Tests.」 (2013 / 浜松駅前"のびゆく浜松" /作詞＝天城凛太郎/ 映像＝Aono_Y)

### 楽曲制作・アレンジ
- YAMAHAネットワーク機器の歴史紹介PV（BGM作曲）
- 有限会社マルダイ「すのこたん」キャラクターソング
  - Choco mint♡ Jet coaster（作編曲・演奏）
- Papil!o
  - 「宝石の城」（編曲・サウンドプロデュース）
  - 「砂の国」（編曲・サウンドプロデュース）
- 鈴湯
  - 「ワンダーアラウンド」（編曲・演奏）
  - 「失墜のフラジャイル」（編曲・演奏）
- 着せ替え人形スズユチャン
  - 「偶像少女。」（作曲・演奏/作詞＝天城凛太郎）
- 望月じゅりえる
  - 「天国で歌おう(神)」（編曲・演奏）
- MaiR
  - 「彗星。」（作詞・作曲）
  - 「...Letter...」（作詞・作曲・編曲）

### ゲーム音楽
- 月あかりランチ (EX-ONE / BGM一部作曲)
- 白衣性愛情依存症 (工画堂スタジオ / BGM作編曲・演奏)
- STELLA GLOW (SEGA / 劇中歌曲作編曲・演奏
  - やみのむこう。 (堀江由衣)

### アニメ
- 傷物語 (音楽制作協力・プログラミング)
- 打ち上げ花火、下から見るか? 横から見るか? (編曲・音楽制作協力)

## テレビ・ラジオ出演
- NHKテレビ (1999年)
- フジテレビ (2009年)
- FM Haro! (2009年、2010年)
- NHK FM (2010年)
- Taukay Web radio (2011年/イタリア)
- NHK静岡放送局 (2012年/たっぷり静岡)
- WALLOP (2012年)
- FM高松 (2013年/みくせんpresents！Re:Action!! 815)

## その他
- デザイナーの難波治は父[1]。